# آی. ام. پی
یو مینگ پِی (به انگلیسی: Ieoh Ming Pei) (زاده ۲۶ آوریل ۱۹۱۷ – در گذشته ۱۶ مهٔ ۲۰۱۹)، شناخته‌شده به آی ام پِی (به انگلیسی: I. M. Pei)، معمار آمریکایی چینی‌تبار بود. آی.ام. پی یکی از برجسته‌ترین معماران سده ۲۰ (میلادی) بود.
نام او یادآور طراحی ساختارهای نمادین در سراسر جهان است. او از برندگان جایزه معماری پریتزکر است. هرم شیشه‌ای موزه لوور در پاریس از جمله شاهکارهای طراحی پی است. وی معمار مرکز تحقیقات جوی و هواشناسی دانشگاه ایالتی کلرادو در بولدر بود.که به سبک معماری پسامدرنیته است و جزو آثار برجسته مینگ به حساب می آید.

## زندگی
یومینگ پی در ۲۶ آوریلِ ۱۹۱۷ در گوانگ‌ژو در جمهوری چین به دنیا آمد و در ۱۸ سالگی به ایالات متحده آمریکا رفت و زیر نظر والتر گروپیوس در دانشگاه هاروارد تحصیل نمود. تمرکز وی در طراحی‌هایش بر هندسه دقیق، سطوح صاف و نور طبیعی بوده‌است. او در جریان جنگ جهانی دوم به عنوان پژوهشگر برای حکومت فدرال ایالات متحده آمریکا کار کرد. سپس در سال ۱۹۵۵ به عنوان معمار، شرکت خود را در شهر بوستون تأسیس کرد. او حتی در سنین کهنسالی هم به کارش ادامه داد. موزه هنر اسلامی دوحه قطر یکی از پرآوازه‌ترین آثاری است که او در دهه ۸۰ زندگیش طراحی کرد.

## سبک معماری
سبک معماری پی بر پایه هندسه دقیق، سطوح صاف و نور طبیعی بود.
پی علاقه خاصی به استفاده از شیشه و فولاد با ترکیبی از سیمان در طراحی‌هایش داشت. طراحی هرم شیشه‌ای موزه لوور از جمله شاهکارهای اوست که کار ساخت آن در سال ۱۹۸۹ (میلادی) به پایان رسید. این ساختمان یکی از چشم‌اندازهای پاریس به‌شمار می‌رود.

## جوایز
آی.ام. پی در دوران کاری‌اش، جوایز زیادی دریافت کرد. او در سال ۱۹۸۳ (میلادی) جایزه معماری پریتزکر را دریافت کرد. او این جایزه ۱۰۰ هزار دلاری را صرف تأسیس بورسیه‌ای برای دانشجویان چینی کرد که قصد تحصیل معماری در آمریکا را دارند.
در دسامبر ۱۹۹۲ نشان افتخار آزادی رئیس‌جمهوری توسط جرج اچ. دابلیو بوش به وی داده شد.

## درگذشت
وی در ۱۵ مه ۲۰۱۹ در سن ۱۰۲ سالگی در منهتن نیویورک درگذشت.

## آثار
او در دوران کاری‌اش ساختمان‌ها، هتل‌ها و مدارس بسیاری در آمریکای شمالی، آسیا و اروپا طراحی کرد. برخی از آثار عبارتند از:
- مرکز پزشکی رونالد ریگان دانشگاه کالیفرنیا در لس آنجلس
- دانشگاه ایالتی کلرادو در بولدر
- ساختمان ۲۰۰ وست‌استریت
- ساختمان شهرداری شهر دالاس
- موزه میهو در کیوتو
- مراقبت پرواز اداره هوانوردی فدرال (۱۹۷۰)
- کانیدین امپریال بنک آو کامرس در تورنتو (۱۹۷۳)
- نگارخانه ملی هنر (آمریکا) در واشینگتن، دی.سی. (۱۹۷۸)
- شهرداری دالاس (۱۹۷۸)
- کتابخانه و موزه جان اف. کندی در بوستون (۱۹۷۹)
- موزه هنرهای زیبا (بوستون) (۱۹۸۱)
- برج جی‌پی مورگان چیس در هیوستون (۱۹۸۲)
- انرژی پلازا در دالاس (۱۹۸۳)
- فانتین پلیس در دالاس (۱۹۸۶)
- برج بانک چین (هنگ کنگ) (۱۹۸۹)
- مرکز سمفونی مورتون میرسون در دالاس (۱۹۸۹)
- مرکز کارل آیکان برای علوم (۱۹۸۹)
- کلینیک کرکلین سامانه بهداشتی دانشگاه آلاباما در برمینگم (۱۹۹۲)
- هتل‌های چهار فصل در نیویورک (۱۹۹۳)
- هرم لوور،  موزه لوور (۱۹۹۳)
- تالار مشاهیر راک اند رول در  کلیولند، اوهایو (۱۹۹۵)
- بال زرهی در موزه تاریخ آلمان (۲۰۰۳)
- موزه هنر اسلامی دوحه (۲۰۰۸)
- مرکز علمی ماکائو (۲۰۰۹)

## نمونه آثار

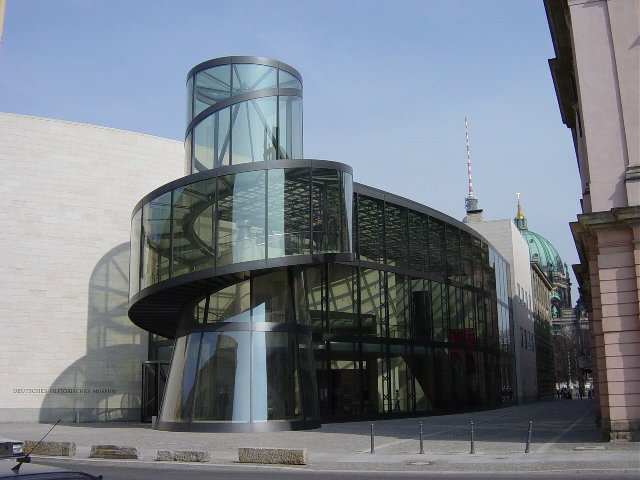
موزه تاریخ آلمان
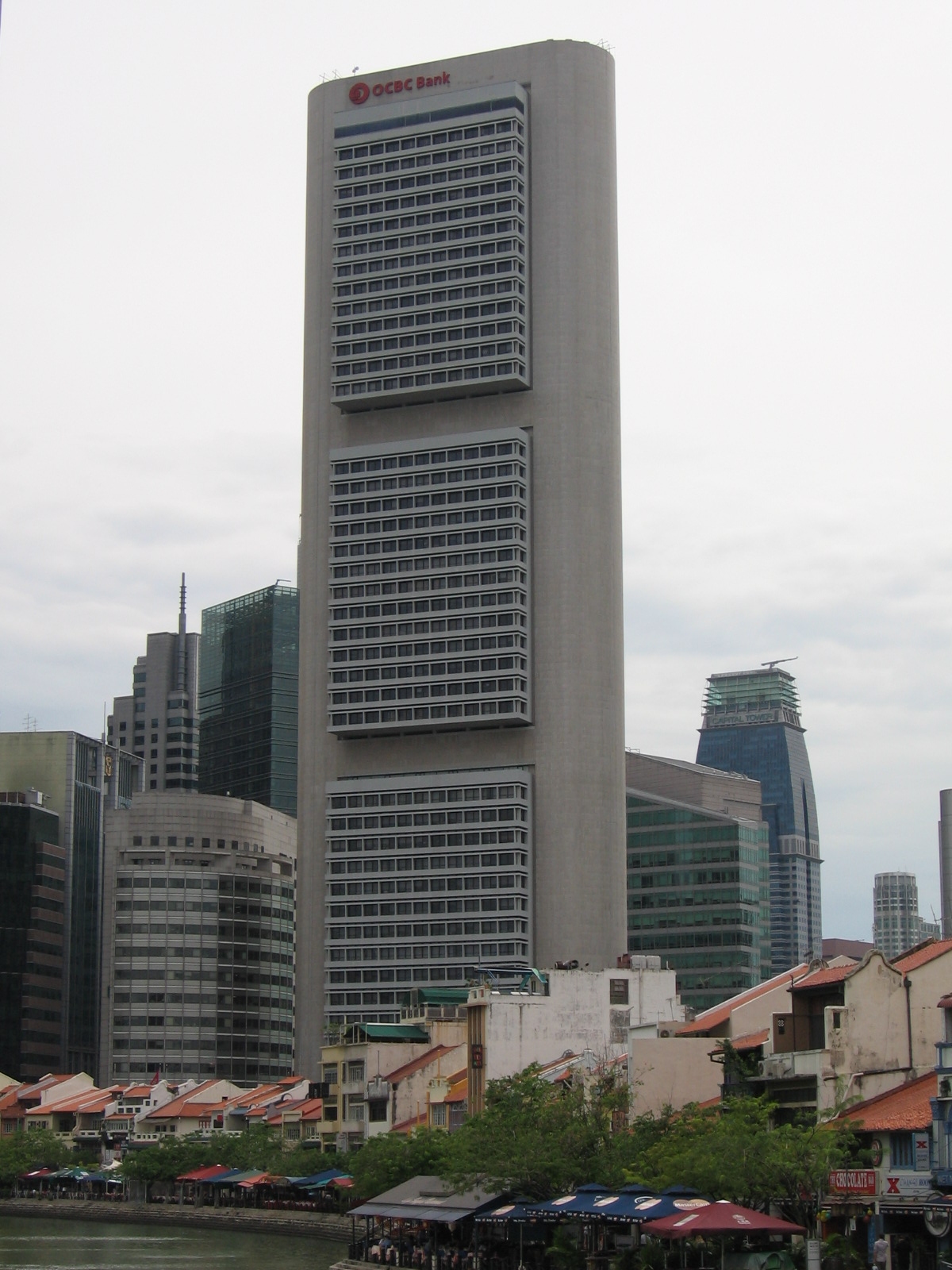
برج OCBC در سنگاپور
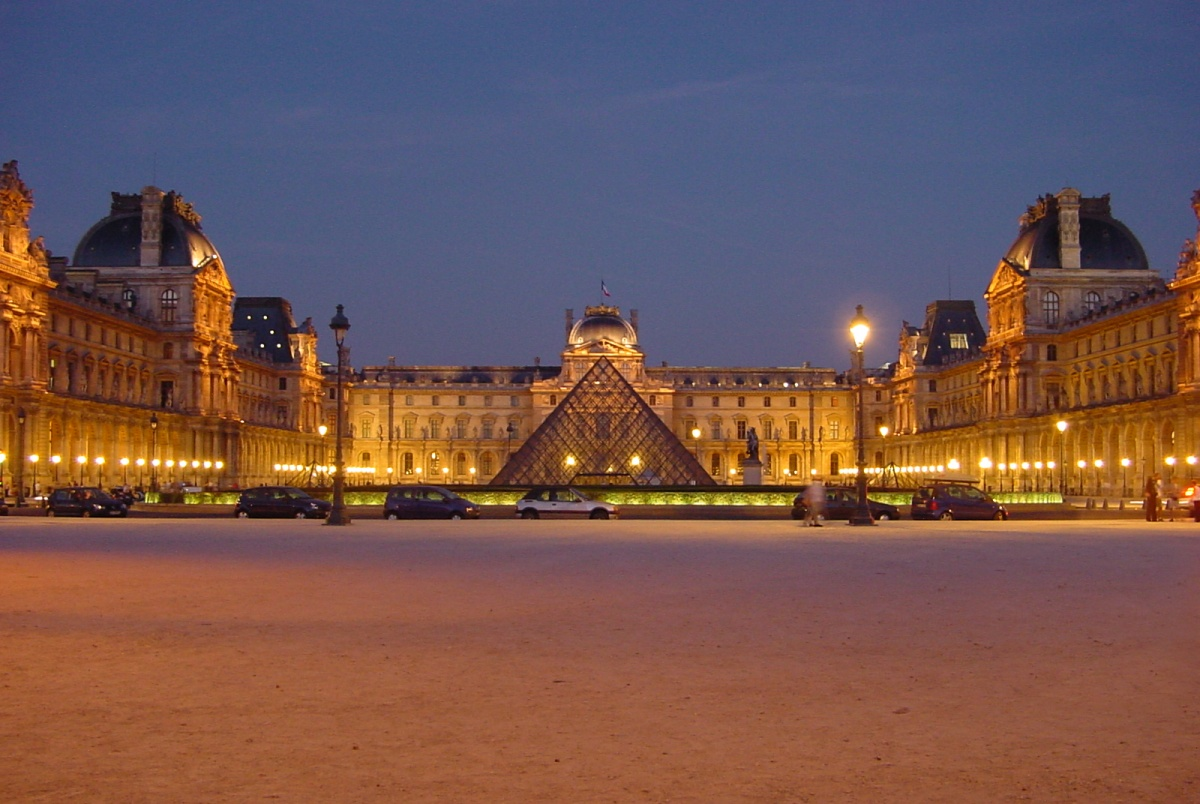
هرم مرکزی موزه لوور در پاریس
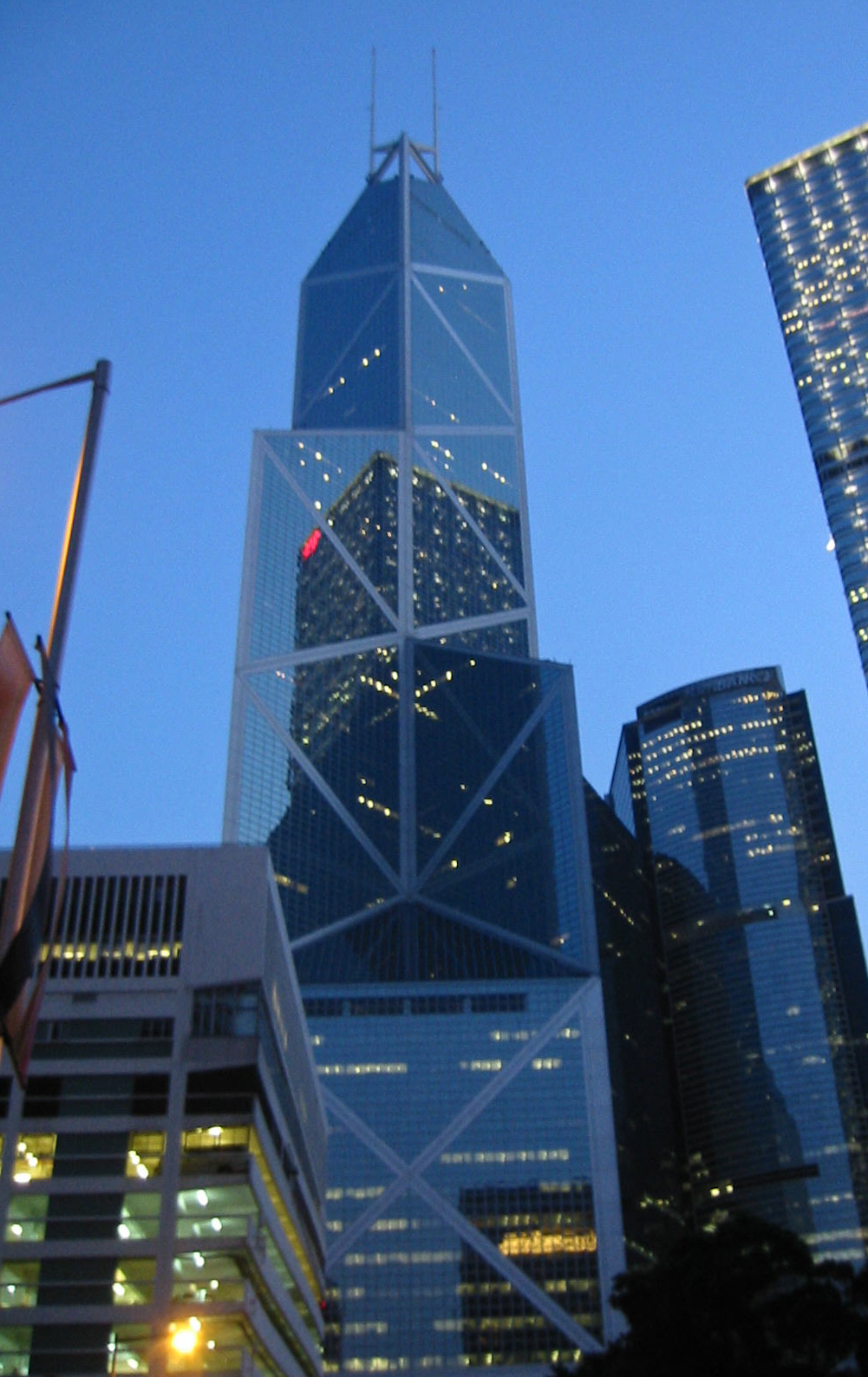
برج بانک چین در هنگ کنگ
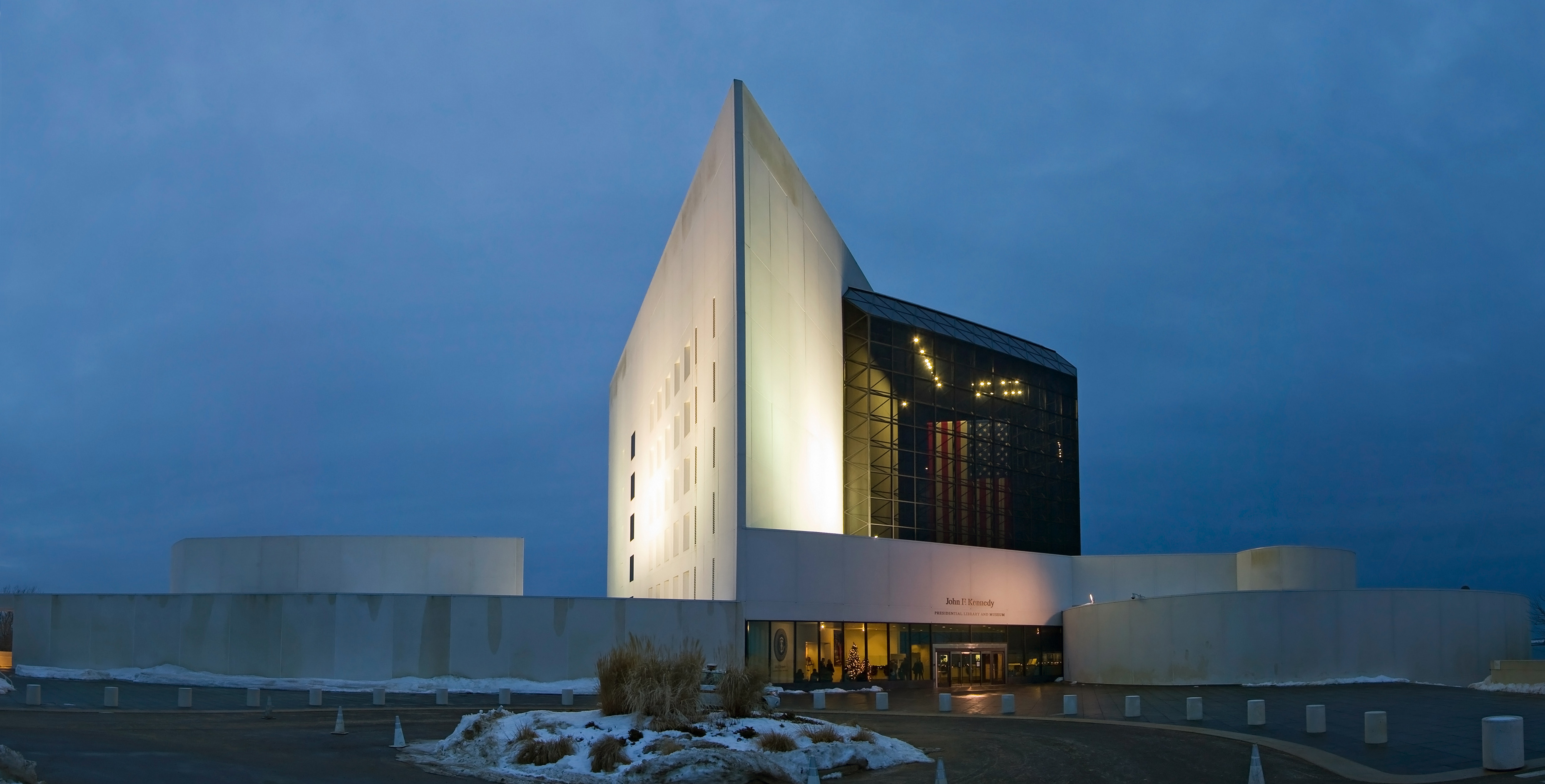
کتابخانه و موزه جان اف. کندی
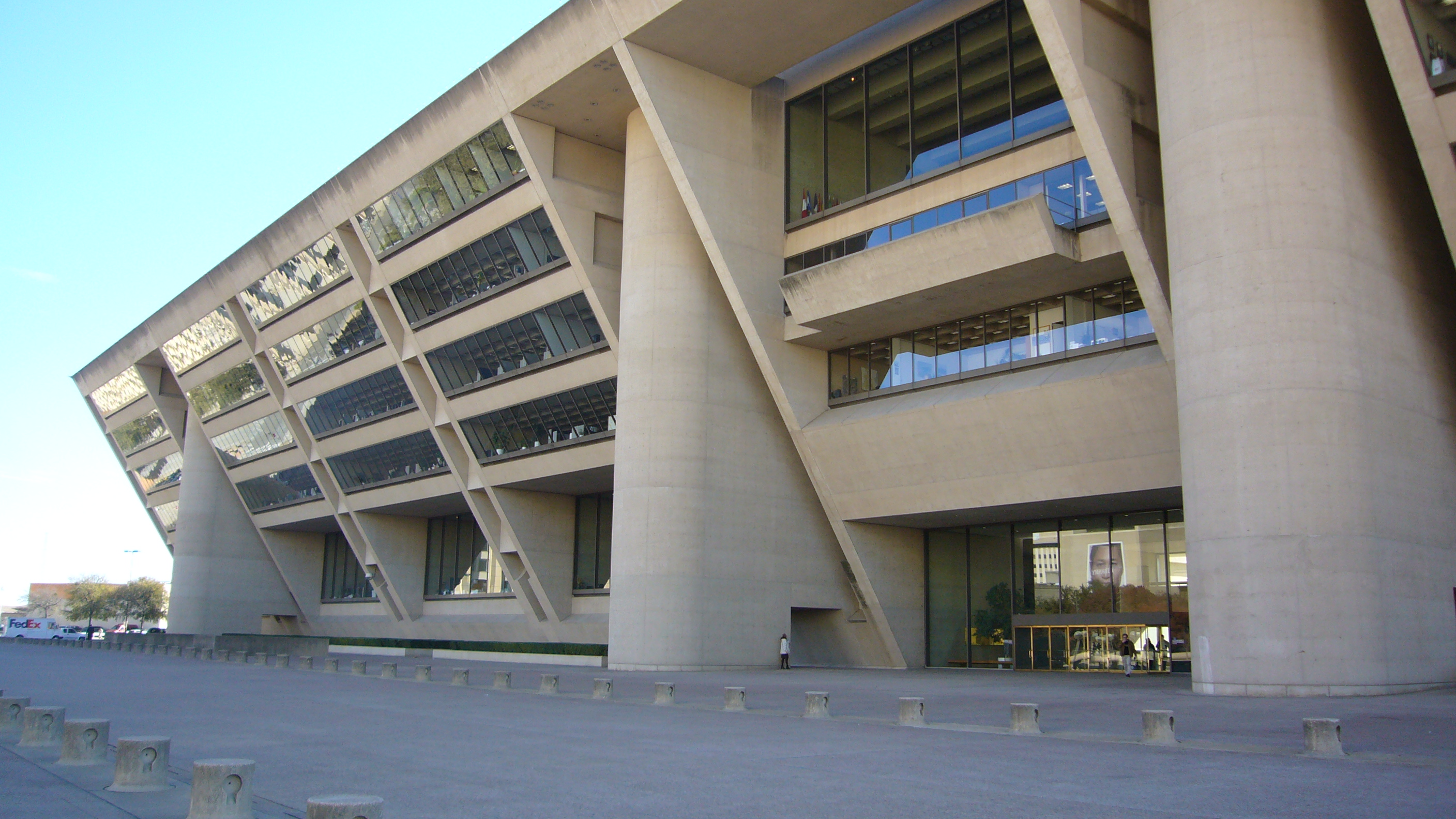
ساختمان شهرداری دالاس که فیلم پلیس آهنی در آن فیلمبرداری شده است.